# El parc d'atraccions
El parc d'atraccions és un conjunt de 6 obres per a piano solista del compositor de La Garriga, Manuel Blancafort i de Rosselló. El 1924, Ricard Viñes l'estrena a París i la suite es dona a conèixer arreu del món. Amb la part titulada L'orgue de cavallets, que necessita tres pentagrames per a ser representada sobre el paper, s'evoca el gir del carroussel. El títol fa referència a l'instrument que, mitjançant una manxa, feia sonar la música mentre l'atracció girava, i té una certa similitud amb la pianola mateixa, ja que en ambdós instruments la participació de l'aire (succionat o emès) hi té un paper fonamental.

## Rotlles de pianola
Els dos rotlles de Manuel Blancafort, L'orgue dels cavallets i Hommage a Chaplin, van arribar a la Biblioteca de Catalunya l'octubre de l'any 2000, juntament amb altres fons del músic donats per la filla del compositor, Camil·la Blancafort. El primer que crida l'atenció en veure’ls és el seu aspecte. L'orgue dels cavallets és dins una capsa amb l'etiqueta de la casa Victoria, però tota la informació està escrita a llapis i a mà. El rotlle té la informació del títol correctament impresa sobre el paper del mateix rotlle, d'un color rosa poc freqüent en aquests materials.

## Consell a Frederic Longàs
Gran part de la formació musical de Blancafort era autodidacta i com a fet sorprenent i remarcable en el món de la música, val a dir que sentia la necessitat de demanar consell a terceres persones millor formades al seu entendre, i podem constatar en una carta escrita per ell mateix el 9 de desembre de 1925, com li demana consell a en Frederic Longàs perquè revisi les obres que conformen El parc d'atraccions, ja que ell no és pianista i vol comprovar si hi ha dificultats tècniques en les seves partitures, ja que pretén que aquestes obres siguin assequibles per a aquells que encara no tinguin el nivell de concertistes:
«[…] Como recordarás que no soy pianista y que aun cuando conozco bien el mecanismo y las posibilidades del teclado no me es posible ejecutar correctamente mis propias composiciones […] Te pido queque una vez leídas esas impresiones me digas si hay en ellas algun punto de composición poco pianística p de ejecución difícil o dificultosa […] Si tú eres tan amable de atenderme aún me quedan unos pocos días antes de que la casa Sénart dé los manuscritos al grabador para modificar lo que pueda parecer necesario.»